# Nemțeni, Hîncești
Nemțeni este un sat din raionul Hîncești, Republica Moldova.

## Istorie
În acest loc, din timpuri străvechi s-a format o luncă cu numeroase lacuri, gârle și heleșteie. Pe teritoriul actual al satului a staționat o ceată de nomazi războinici, în urma cărora au rămas 2 movile funerare. Prima mențiune a satului datează din 20 septembrie 1483:
„Din mila lui Dumnezeu, noi, Ștefan voievod, domn al Țării Moldovei. Facem cunoscut cu această carte a noastră, tuturor celor care o vor vedea sau vor auzi citindu-se, că a venit înaintea noastră și înaintea tuturor boierilor noștri moldoveni, mari și mici, Neagșa, fiica lui Mihăilă Șopârlă, de bunăvoia ei, nesilită de nimeni și nici asuprită, și a vândut ocina sa dreaptă, din uricul ei drept și propriu, jumătate din seliștea Șpârleni, pe pârâul M[lipsă], partea de sus. Și a vândut aceasta jumătate din seliștea Șopârleni slugilor noastre, lui Ignat și fratelui său, Ion Tintil, pentru 80 de zloți tătărești. De asemenea, a venit înaintea noastră și înaintea tuturor boierilor noștri moldoveni, sluga noastră, Bâlco Bârlădescul, de bunăvoia sa, nesilit de nimeni și nici asuprit, si a vândut o prisacă mai sus de Hlăpești, ...

Deci, noi, văzând bunăvoia și tocmeala dintre dânșii și plata deplină, și noi de asemenea, și de la noi, le-am dat și le-am întărit slugilor noastre, lui Ignat și fratelui au, Ion Tintiul, această jumătatea mai înainte-spusă din slutitei Sopârlești și această prisacă mai sus de Hlăpești, în pădure, unde a fost Văleșoae, ....

...

A scris Coste, fratele lui Ion dascăl, la Suceava, In anul 6991<1483>, luna septembrie, 20.”
Documentele din sec. XIV-XVII atestă un sat Hlăpăiești, în ținutul Neamț din Moldova pe dreapta Prutului, care aparținea aceleiași mănăstiri. Satul basarabean Nemțeni pare să fi fost întemeiat de locuitorii Hlăpăieștilor, ambele având de-a lungul veacurilor un proprietar comun: Mănăstirea Neamț.
Biserica cu hramul Înălțarea Domnului a fost construită de Ștefan cel Mare pe locul uneia mai vechi, sfințită la 14 noiembrie 1497.
În 1923, în Nemțeni au fost atestați 1535 locuitori, o bancă populară, cooperativa de consum, cooperativa agricolă „Tudor Vladimirescu”, școala primară, biserica ortodoxă, o sinagogă, un agent sanitar, o circumscripție de percepție fiscală, poșta, telegraful, telefonul, punctul fluviometric, o moară de aburi, 5 mori de vânt, ateliere de fierărie, prăvălii și cârciumi.
În 1979, satul avea 2273 locuitori, sovhozul „Sovețki Pogranicinik”, o școală medie, o casă de cultură, o creșă-grădiniță, o casă de deservire socială și un oficiu poștal.

## Geografie
Satul este situat în sud-vestul zonei naturale a Podișul Moldovei Centrale, pe partea stângă a văii Prutului. În centrul satului este amplasat izvorul din satul Nemțeni, o arie protejată din categoria monumentelor naturii de tip hidrologic.

## Demografie
Structură etnică (2004)
     moldoveni (99,15%)
     ucraineni (0,32%)
     ruși (0,11%)
     bulgari (0,16%)
     români (0,21%)
     alte etnii / nedeclarată (0,05%)
Conform datelor recensământului din 2004, populația localității este de 1.877 locuitori, dintre care 906 (48,27%) bărbați și 971 (51,73%) femei.
Structura etnică a populației în cadrul satului arată astfel:
- moldoveni — 1.861;
- ucraineni — 6;
- ruși — 2;
- bulgari — 3;
- români — 4;
- altele / nedeclarată — 1.

## Administrație și politică
Componența Consiliului local Nemțeni (9 consilieri), ales la 5 noiembrie 2023, este următoarea:
|  | Partid                                        | Consilieri | Componență | Componență | Componență |
|  | --------------------------------------------- | ---------- | ---------- | ---------- | ---------- |
|  | Partidul Social Democrat European             | 3          |            |            |            |
|  | Partidul Dezvoltării și Consolidării Moldovei | 2          |            |            |            |
|  | Partidul Acțiune și Solidaritate              | 2          |            |            |            |
|  | Platforma Demnitate și Adevăr                 | 1          |            |            |            |
|  | Partidul „Renaștere”                          | 1          |            |            |            |

## Personalități
- Angela Păduraru, cântăreață
- Constantin Tănase, jurnalist, publicist și ex-deputat
- Andrian Mardare, sportiv olimpic